# Corgoň liga 2007/2008
Slovenská nejvyšší fotbalová soutěž v sezóně 2007/08
Postupujícími z druhé ligy z předchozí sezóny se stalo mužstvo FC ViOn Zlaté Moravce, které nahradilo sestoupivší FK Inter Bratislava.

## Kluby hrající Corgoň ligu v roce 2007/08
| Klub                     | Město           | Stadion                      | Kapacita | Komentář                                |
| ------------------------ | --------------- | ---------------------------- | -------- | --------------------------------------- |
| ŠK Slovan Bratislava     | Bratislava      | Tehelné pole                 | 30 085   | Intertoto (vyřazen Rapidem Vídeň)       |
| FC Spartak Trnava        | Trnava          | Štadión Antona Malatinského  | 18 448   |                                         |
| FK AS Trenčín            | Trenčín         | Štadión na Sihoti            | 16 000   |                                         |
| FC Nitra                 | Nitra           | Štadión pod Zoborom          | 11 384   |                                         |
| FK Dukla Banská Bystrica | Banská Bystrica | Štadión SNP                  | 10 000   |                                         |
| MFK Košice               | Košice          | Štadión Lokomotívy v Čermeli | 9 600    |                                         |
| FC Artmedia Petržalka    | Bratislava      | Štadión Petržalka            | 9 500    | Pohár UEFA (vyřazen Panathinaikosem)    |
| MŠK Žilina               | Žilina          | Štadión pod Dubňom           | 9 576    | Liga mistrů UEFA (vyřazen Slavií Praha) |
| FK ZTS Dubnica nad Váhom | Dubnice         | Štadión Dubnica nad Váhom    | 5 450    |                                         |
| MFK Ružomberok           | Ružomberok      | Štadión pod Čebraťom         | 4 817    |                                         |
| FC ViOn Zlaté Moravce    | Zlaté Moravce   | Štadión FC ViOn              | 4 000    | Pohár UEFA (vyřazen Zenitem Petrohrad)  |
| FC Senec                 | Senec           | NTC Senec                    | 3 264    |                                         |

## Výsledky
- Po 21. kole

|                          | ŽIL | NIT | RUŽ | ART | DBB | TRN | SLO | ViO | DUB | KOŠ | SEN | TRE |
| ------------------------ | --- | --- | --- | --- | --- | --- | --- | --- | --- | --- | --- | --- |
| MŠK Žilina               | XXX | 0:0 | 3:1 | 1:0 | 1:0 | 2:1 | 3:0 |     | 4:1 | 4:0 | 2:0 | 7:1 |
| FC Nitra                 | 0:1 | XXX | 3:0 | 1:0 | 1:0 | 3:2 | 1:0 | 2:0 | 1:1 | 1:0 | 2:0 | 2:0 |
| MFK Ružomberok           | 1:2 | 2:2 | XXX | 0:3 | 2:2 | 2:0 | 0:2 | 3:0 | 2:2 | 1:0 |     | 4:1 |
| FC Artmedia Petržalka    | 2:3 | 1:0 | 3:0 | XXX | 6:3 | 3:1 | 2:1 | 5:0 |     | 0:0 | 3:1 | 3:2 |
| FK Dukla Banská Bystrica | 1:3 | 1:0 | 1:1 | 2:2 | XXX | 0:0 | 0:0 | 1:0 | 0:1 | 1:2 | 2:0 | 1:1 |
| FC Spartak Trnava        | 4:1 | 2:1 | 2:2 | 0:2 | 1:0 | XXX | 1:1 | 2:0 | 1:1 | 5:1 | 1:0 | 6:0 |
| ŠK Slovan Bratislava     | 2:3 | 2:1 | 0:1 | 1:2 | 1:0 |     | XXX | 2:2 | 4:1 | 2:1 | 3:0 | 2:1 |
| FC ViOn Zlaté Moravce    | 1:2 | 0:0 | 1:2 | 1:3 | 3:2 | 0:0 | 1:0 | XXX | 0:0 | 2:1 | 1:0 | 2:0 |
| FK ZTS Dubnica nad Váhom | 0:2 | 0:2 | 0:0 | 1:3 | 1:0 | 0:1 | 2:1 | 4:1 | XXX | 0:1 | 1:1 | 2:1 |
| MFK Košice               | 2:0 | 2:1 | 1:0 | 0:1 |     | 3:2 | 3:0 | 3:0 | 0:0 | XXX | 0:0 | 4:0 |
| FC Senec                 | 0:0 | 0:1 | 2:3 | 2:3 | 1:1 | 1:3 | 1:0 | 1:1 | 2:1 | 1:1 | XXX | 3:0 |
| FK AS Trenčín            | 2:2 |     | 0:3 | 1:4 | 0:3 | 0:2 | 1:2 | 4:0 | 2:2 | 1:2 | 2:1 | XXX |

### Tabulka základní části
- Po 33. kole

| Poř. | Tým                      | Z  | V  | R  | P  | VG | OG | B  |
| ---- | ------------------------ | -- | -- | -- | -- | -- | -- | -- |
| 1.   | FC Artmedia Petržalka    | 33 | 27 | 3  | 3  | 77 | 30 | 84 |
| 2.   | MŠK Žilina               | 33 | 22 | 7  | 4  | 75 | 30 | 73 |
| 3.   | FC Nitra                 | 33 | 17 | 6  | 10 | 40 | 26 | 57 |
| 4.   | FC Spartak Trnava        | 33 | 15 | 7  | 11 | 52 | 40 | 52 |
| 5.   | ŠK Slovan Bratislava     | 33 | 15 | 6  | 12 | 46 | 37 | 51 |
| 6.   | MFK Košice               | 33 | 13 | 6  | 14 | 45 | 44 | 45 |
| 7.   | MFK Ružomberok           | 33 | 10 | 14 | 9  | 46 | 43 | 44 |
| 8.   | FK Dukla Banská Bystrica | 33 | 10 | 9  | 14 | 41 | 37 | 39 |
| 9.   | FK ZTS Dubnica nad Váhom | 33 | 7  | 12 | 14 | 34 | 53 | 33 |
| 10.  | FC Senec                 | 33 | 6  | 10 | 17 | 30 | 51 | 28 |
| 11.  | FC ViOn Zlaté Moravce    | 33 | 6  | 7  | 20 | 22 | 66 | 25 |
| 12.  | FK AS Trenčín            | 33 | 3  | 7  | 23 | 26 | 77 | 16 |

Legenda:
| 1. předkolo LM | 1. předkolo Poháru UEFA | Intertoto | Sestup |

- Sestupujícím klubem v ročníku 2007/2008 Corgoň ligy je FK AS Trenčín.
- Mistrovským klubem v ročníku 2007/2008 Corgoň ligy je FC Artmedia Petržalka.
- Vítězným klubem 2. nejvyšší slovenské fotbalové ligy (1. slovenská fotbalová liga 2007/08) a postupujícím do ročníku 2008/2009 je FC DAC Dunajská Streda.

- Klub na první příčce v Corgoň Lize v průběhu sezóny 2007/2008 :

## Nejlepší střelci a napomínaní hráči
| Poř. | Nár.                | Hráč            | Klub                     | Branky |
| ---- | ------------------- | --------------- | ------------------------ | ------ |
| 1    | Slovensko           | Ján Novák       | MFK Košice               | 17     |
| 2    | Slovensko           | Juraj Halenár   | FC Artmedia Petržalka    | 16     |
| 3    | Slovensko           | Peter Štyvar    | MŠK Žilina               | 15     |
| 4    | Slovensko           | Mário Breška    | MŠK Žilina               | 14     |
| 5    | Senegal             | Mouhamadou Seye | FK ZTS Dubnica nad Váhom | 13     |
| 6    | Slovensko           | Ján Kozák       | FC Spartak Trnava        | 11     |
| 7    | Slovensko           | Ivan Lietava    | MŠK Žilina               | 10     |
|      | Slovensko           | Jaroslav Kolbas | MFK Košice               | 10     |
|      | Bosna a Hercegovina | Admir Vladavič  | MŠK Žilina               | 10     |
|      | Slovensko           | Marek Bakoš     | MFK Ružomberok           | 10     |

| Poř. | Nár.      | Hráč            | Klub                                       | Žlutá karta | Červená karta |
| ---- | --------- | --------------- | ------------------------------------------ | ----------- | ------------- |
| 1    | Slovensko | Juraj Kucka     | MFK Ružomberok                             | 9           | 2             |
| 2    | Česko     | Tomáš Janíček   | FC Nitra                                   | 11          | 1             |
| 3    | Slovensko | Peter Doležaj   | FC Spartak Trnava                          | 11          | 0             |
| 4    | Slovensko | Marek Bakoš     | MFK Ružomberok                             | 6           | 2             |
| 5    | Togo      | Karim Guédé     | FC Artmedia Petržalka                      | 8           | 1             |
| 6    | Slovensko | Ján Hözl        | FC ViOn Zlaté Moravce                      | 10          | 0             |
|      | Slovensko | Michal Hanek    | ŠK Slovan Bratislava                       | 10          | 0             |
| 8    | Slovensko | Radovan Kulík   | FK Dukla Banská Bystrica                   | 7           | 1             |
|      | Slovensko | Martin Poljovka | FC Spartak Trnava FK Dukla Banská Bystrica | 7           | 1             |
| 10   | Slovensko | Mário Pečalka   | MŠK Žilina                                 | 9           | 0             |

## Vítěz
| Corgoň liga 2007/08 FC Artmedia Petržalka (2. titul) |